# Université cardinal Stritch
L'université cardinal Stritch (en anglais : Cardinal Stritch University) est une université américaine située à Milwaukee dans le Wisconsin.

## Historique
Fondé en 1937 sous le nom St. Clare College, l'établissement a été renommé Cardinal Stritch College en 1946 en l'honneur de Samuel Alphonsus Stritch. L'université porte son nom actuel depuis 1997.

## Source
- (en) Cet article est partiellement ou en totalité issu de l’article de Wikipédia en anglais intitulé « Cardinal Stritch University » (voir la liste des auteurs).